# Saint-Martin-de-Landelles
Saint-Martin-de-Landelles is een plaats en voormalige gemeente in het Franse departement Manche in de regio Normandië en telt 1224 inwoners (1999). De plaats maakt deel uit van het arrondissement Avranches.

## Geschiedenis
Op 1 januari 2016 werden Saint-Martin-de-Landelles en Virey opgenomen in de gemeente Saint-Hilaire-du-Harcouët, die hiermee de status van commune nouvelle kreeg.

## Geografie
De oppervlakte van Saint-Martin-de-Landelles bedraagt 20,0 km², de bevolkingsdichtheid is 61,2 inwoners per km².
De onderstaande kaart toont de ligging van Saint-Martin-de-Landelles met de belangrijkste infrastructuur en aangrenzende gemeenten.

## Demografie
Onderstaande figuur toont het verloop van het inwonertal (bron: INSEE-tellingen).